# 大江英雄
大江 英雄（おおえ ひでお、1944年1月8日 -）は、日本のボート選手（ローイング選手）。山形県山形市旅籠町生まれ。

## 経歴
日本大学山形高等学校（当時は山形第一高等学校）在学中は吹奏楽部に所属。中央大学に進み体育連盟ボート部に入部。在籍中に1964年東京オリンピックへと出場し、かじ付きフォアの整調（ストローク）を務めた。その後、山形新聞社勤務。同社退職。